# Oyrareingir
Oyrareingir [ˈɔiɹaɹˌɔnʧɪɹ] ist ein Ort der Färöer an der Ostküste Streymoys.
Der Name Oyrareingir setzt sich zusammen aus oyri (flache Sandbucht, Plural oyrar) und ong (Wiese, Plural eingir), bedeutet demnach „Sandstrandwiesen“.
Oyrareingir liegt am Ende des Fjords Kollafjørður. Von Tórshavn kommend erreicht man es durch den Tunnel von Kaldbaksbotnur. Am Tunnelausgang liegt Oyrareingir zur Linken. Unmittelbar benachbart ist Signabøur.
Oyrareingir ist so klein, dass der Ort auf den meisten Karten nicht verzeichnet ist.
Am 7. März 2009 wurde hier ein moderner Industriehafen eingeweiht.

## Bilder

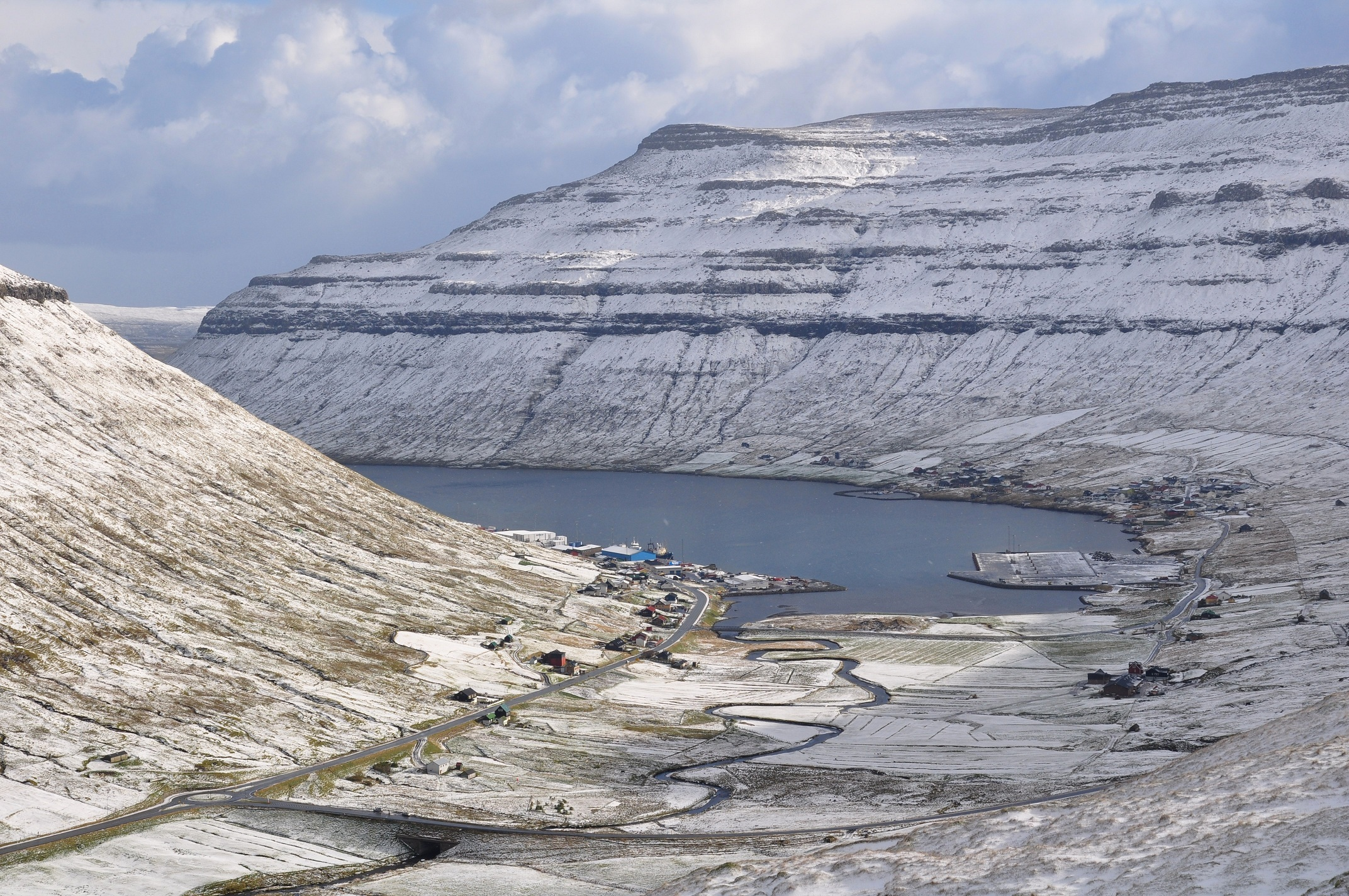
Oyrareingir
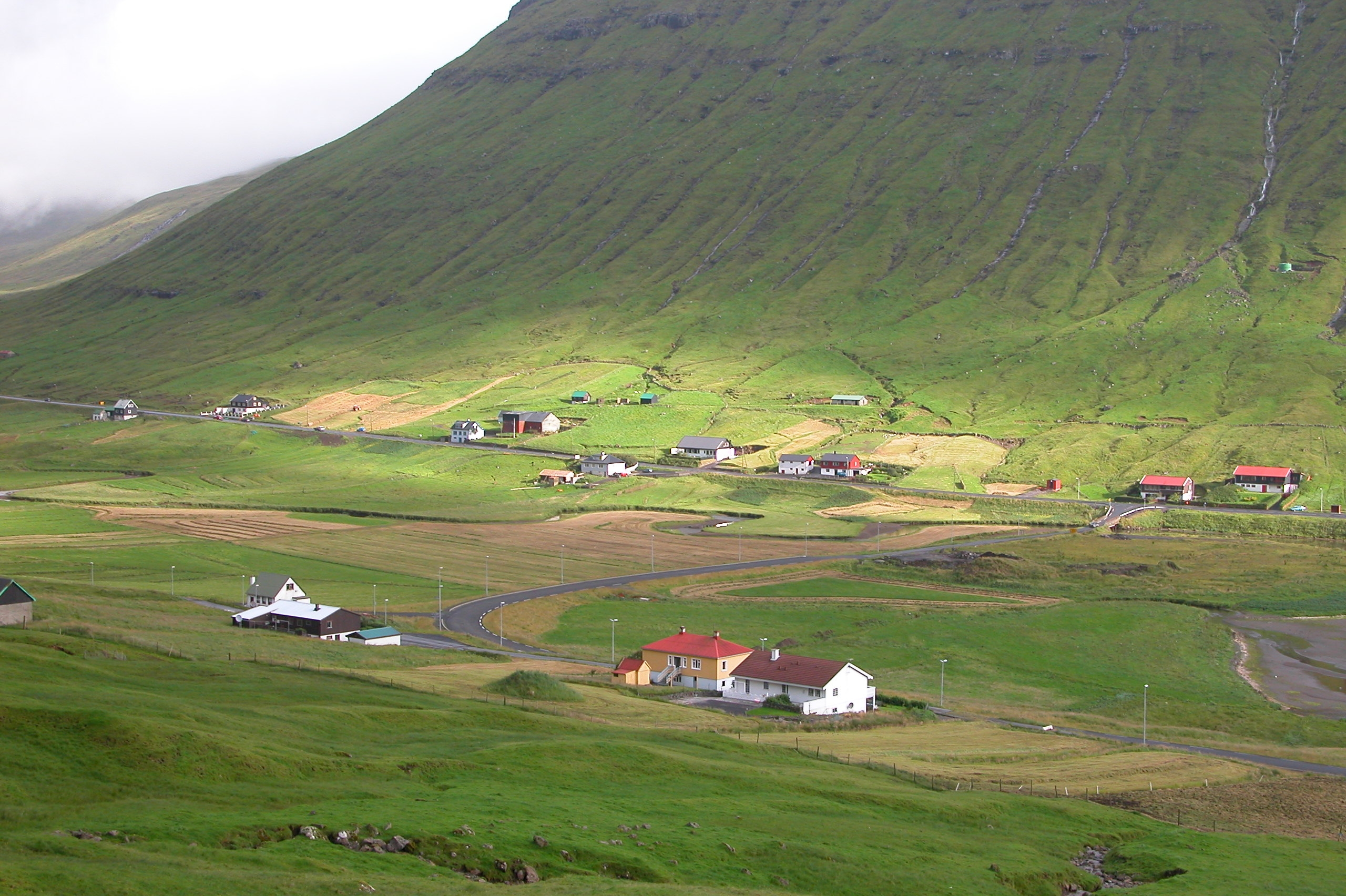
Oyrareingir
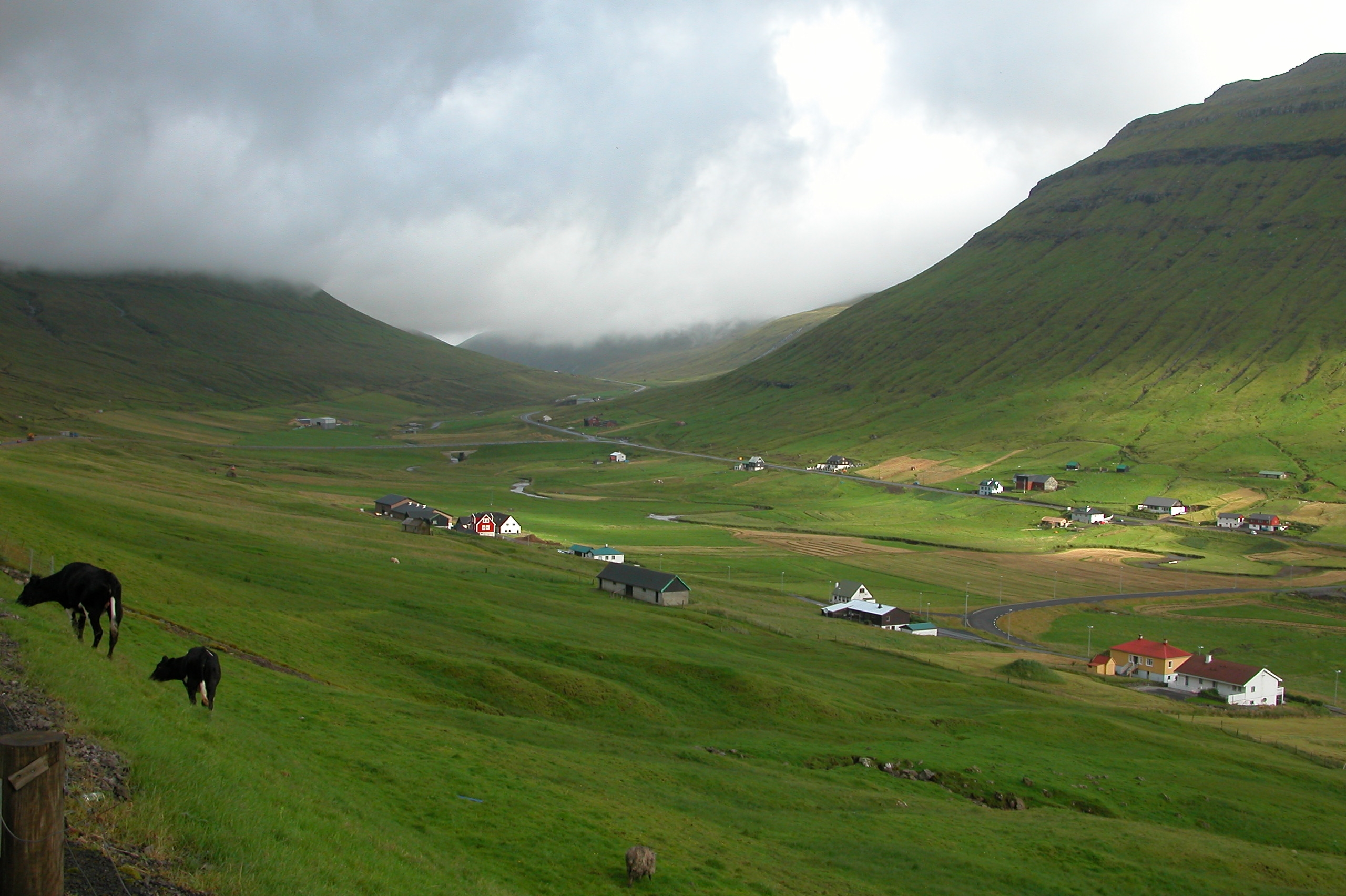
Oyrareingir
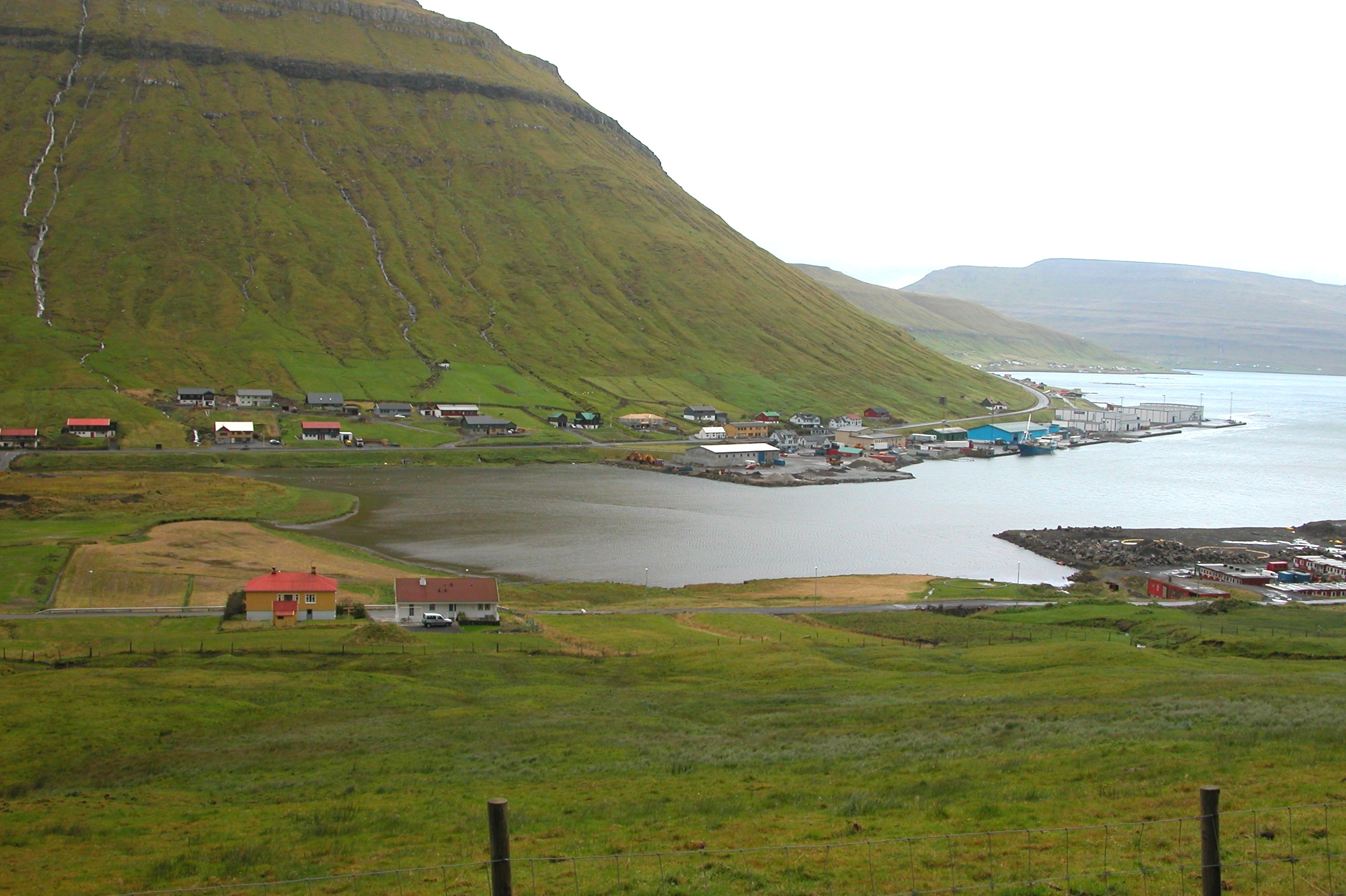
Die drei Ortschaften am Ende des Fjords: Oyrareingir links, Signabøur rechts und Kollafjørður im Hintergrund.